# Kirchhalling
Kirchhalling ist ein Gemeindeteil der Gemeinde Wonneberg im oberbayerischen Landkreis Traunstein.

## Geschichte
Der Weiler, in dem vom 12. bis 14. Jahrhundert die Herren von Halling überliefert sind, ist neben St. Leonhard am Wonneberg und Egerdach der dritte Kirchort im Gemeindegebiet von Wonneberg. Im Jahr 1823 kam Kirchhalling zur Gemeinde Wonneberg.

## Baudenkmäler

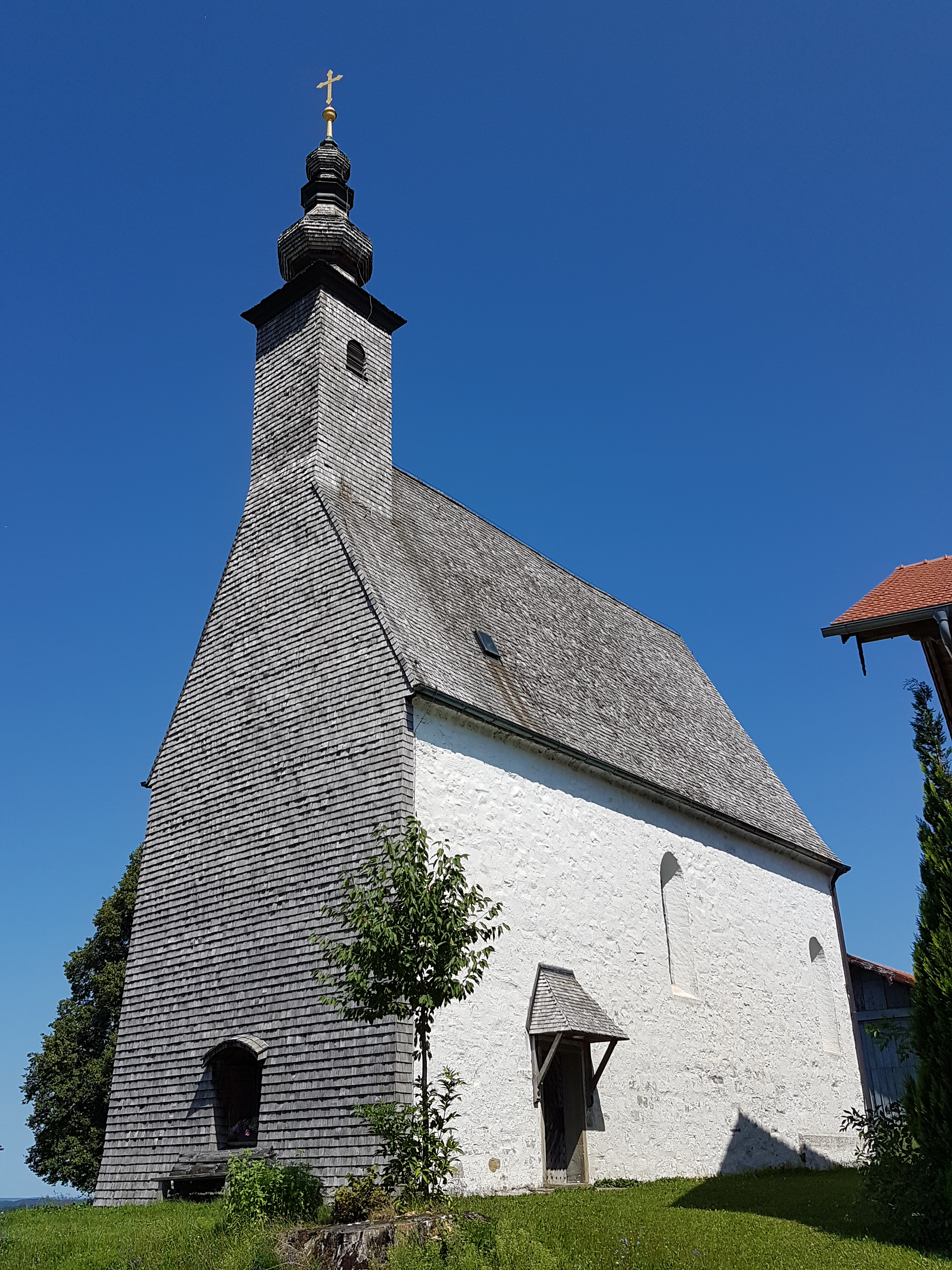
Filialkirche St. Nikolaus

Siehe: Liste der Baudenkmäler in Kirchhalling
- Katholische Filialkirche St. Nikolaus, erbaut in der ersten Hälfte des 15. Jahrhunderts

## Verkehr
Der Haltepunkt Kirchhalling an der Bahnstrecke Hufschlag Abzweig–Waging, ohne Straßenanbindung zwischen Oberhalling und Plattenberg gelegen, wurde im Dezember 2012 außer Betrieb genommen.